# Антиголоморфна функція
Антиголоморфна функція (також антианалітична) — комплексна функція, тісно пов'язана з голоморфною функцією.

## Визначення
Функція {\displaystyle f}, визначена на відкритій підмножині {\displaystyle D} комплексної площини, називається антиголоморфною, якщо її похідна {\displaystyle {\frac {df}{d{\bar {z}}}}} по {\displaystyle {\bar {z}}} (де рискою позначається комплексне спряження)існує в усіх точках цієї множини. Визначення можна також записати аналогічно до умов Коші — Рімана:
{\displaystyle {\frac {\partial u}{\partial x}}=-{\frac {\partial v}{\partial y}}}
{\displaystyle {\frac {\partial u}{\partial y}}={\frac {\partial v}{\partial x}}}
де
{\displaystyle f(x,y)=u(x,y)+iv(x,y),\quad z=x+iy,\quad \{x,y,u,v\}\subset \mathbb {R} }

## Властивості
- {\displaystyle f(z)} голоморфна в {\displaystyle D} тоді і тільки тоді, коли {\displaystyle f({\bar {z}})} антиголоморфна в {\displaystyle {\bar {D}}=\{{\bar {z}}|z\in D\}}.
- Функція є антиголоморфною тоді і тільки тоді, коли її можна розкласти за ступенями {\displaystyle {\bar {z}}} у околі кожної точки її області визначення.
- {\displaystyle f(z)} голоморфна в {\displaystyle D} тоді і тільки тоді, коли {\displaystyle {\bar {f}}(z)} антиголоморфна в {\displaystyle D}.
- якщо функція одночасно голоморфна і антиголоморфна, то вона є константою на будь-якій зв'язаній компоненті її області визначення.

## Приклад
Функція {\displaystyle \displaystyle z\mapsto {\frac {1}{\overline {z}}}} є антиголоморфною в
{\displaystyle \mathbb {C} \!\smallsetminus \!\{0\}}. Легко перевірити умови голоморфності:
{\displaystyle f(z)\,=\,{\frac {z}{|z|^{2}}}\,=\,\underbrace {\frac {x}{x^{2}+y^{2}}} _{u}+i\underbrace {\frac {y}{x^{2}+y^{2}}} _{v},}
{\displaystyle {\frac {\partial u}{\partial x}}\;=\;{\frac {y^{2}\!-\!x^{2}}{(x^{2}\!+\!y^{2})^{2}}},\quad {\frac {\partial v}{\partial y}}\;=\;{\frac {x^{2}\!-\!y^{2}}{(x^{2}\!+\!y^{2})^{2}}},\quad {\frac {\partial u}{\partial y}}\;=\;-{\frac {2xy}{(x^{2}\!+\!y^{2})^{2}}},\quad {\frac {\partial v}{\partial x}}\;=\;-{\frac {2xy}{(x^{2}\!+\!y^{2})^{2}}}.}
Зрозуміло, що антиголоморфність відразу випливає з того, що дана функція є комплексно спряженою до функції {\displaystyle \displaystyle z\mapsto {\frac {1}{z}}}, що є голоморфною у множині {\displaystyle \mathbb {C} \!\smallsetminus \!\{0\}}.